# الغربي (مذيخرة)

تعديل مصدري - تعديل

الغربي هي إحدى قرى عزلة الأشعوب بمديرية مذيخرة التابعة لمحافظة إب، بلغ تعداد سكانها 293 نسمة حسب تعداد اليمن لعام 2004.